# Liste der Naturdenkmale in Wathlingen
Die Liste der Naturdenkmale in Wathlingen nennt die Naturdenkmale in Wathlingen im Landkreis Celle in Niedersachsen.

## Naturdenkmale
| Bild            | Bezeichnung | Ort, Lage                                                | Beschreibung                                                                                                  | Schutzzweck | Nummer      |
| --------------- | ----------- | -------------------------------------------------------- | --- | ----------- | ----------- |
| Fotos hochladen | Eiche       | Wathlingen Schulstraße (52° 32′ 17,2″ N, 10° 9′ 24,8″ O) | Hofeiche in Wathlingen in der Schulstraße Höhe: 18 m / Alter: ca. 250 Jahre / Stammumfang: 5,14 m (Juli 2021) |             | ND CE 00065 |